# Bracia Glenroy (komiczny boks)
Bracia Glenroy (komiczny boks) – amerykański film niemy z 1894 roku.